# Kinsey (Alabama)
Kinsey – miasto w Stanach Zjednoczonych, w stanie Alabama, w hrabstwie Houston. W roku 2023 miasto zamieszkiwały 2263 osoby, a gęstość zaludnienia wynosiła 72,3 osoby/km².